# Vật lý hạt
Vật lý hạt là một ngành của vật lý nghiên cứu về các hạt sơ cấp chứa trong vật chất và bức xạ, cùng với những tương tác giữa chúng. Nó còn được gọi là vật lý năng lượng cao bởi vì rất nhiều hạt trong số đó không xuất hiện ở điều kiện môi trường tự nhiên, mà chỉ được tạo ra hay phát hiện trong các vụ va chạm giữa các hạt, nhờ các máy gia tốc.

## Lịch sử ngành vật lý hạt

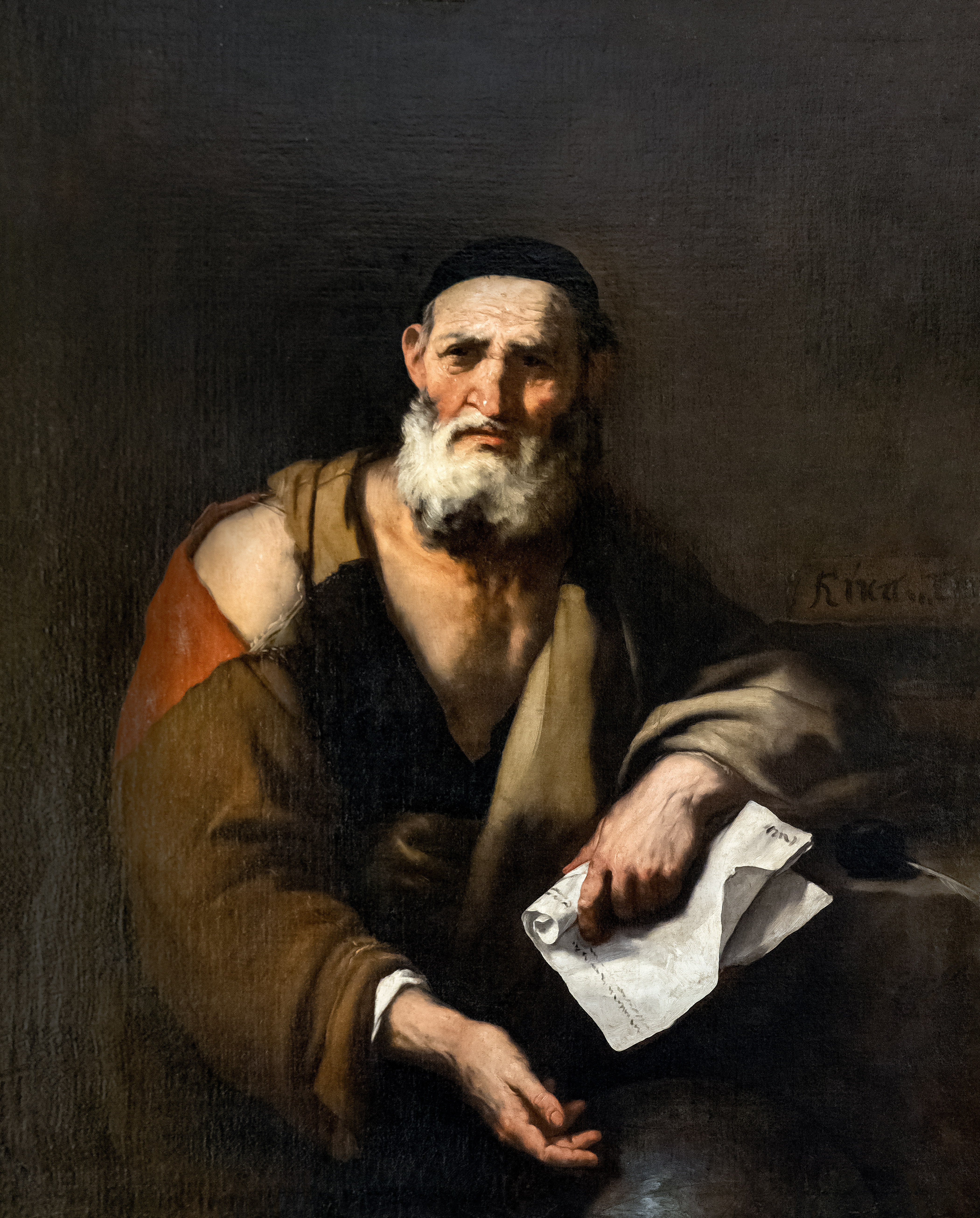
Leucippus

Ý tưởng về việc vật chất được tạo bởi các hạt cơ bản đã được đưa ra từ thế kỷ thứ 6 trước công nguyên. Thuyết nguyên tử đã được truyền bá bởi những triết gia người Hy Lạp như Leucippus, Democritus và Epicurus. Mặc dù đến thế kỷ thứ 17 Isaac Newton đã nghĩ rằng vật chất được tạo bởi các hạt, song phải đợi mãi đến năm 1802, John Dalton mới chứng minh được "mọi vật đều được cấu tạo bởi các hạt cực nhỏ, gọi là các nguyên tử".
Bảng tuần hoàn các nguyên tố hóa học của Dmitri Ivanovich Mendeleev năm 1869 đã củng cố lý thuyết trên, vài thập niên sau, J.J. Thomson đã chứng minh được rằng nguyên tử được tạo bởi các hạt electron có khối lượng nhỏ và các proton có khối lượng tương đối lớn. Thí nghiệm của Ernest Rutherford đã chỉ ra rằng các proton nằm trong các hạt nhân. Ban đầu người ta cho rằng hạt nhân được tạo bởi các hạt proton và electron, nhưng trong quá trình nghiên cứu và so sánh khối lượng cùng với điện tích của chúng thì có nhiều sơ hở. Về sau, năm 1932, người ta mới tìm ra rằng hạt nhân được tạo bởi các hạt proton, mang điện tích dương, và neutron mang điện tích trung hòa.
Thế kỷ thứ 20 là cuộc bùng nổ của vật lý hạt nhân cùng với vật lý lượng tử, cực điểm chính là các thí nghiệm phân hạch hạt nhân cùng với bom hạt nhân, tạo ra một đà lớn cho sự phát triển của ngành công nghiệp, trong đó phải kể đến ngành xuất chế, biến đổi một nguyên tử sang một nguyên tử khác, như quá trình chuyển chì thành vàng (tồn tại trên lý thuyết, nhưng không có hiệu quả kính tế).
Trong những năm 1950 và 1960, một số lượng lớn các hạt được tìm ra bởi các thí nghiệm phân rã hạt. Khái niệm "vườn hạt", là tập hợp của các hạt, nhờ đó mà ra đời. Và nó còn tồn tại cho đến khi mô hình chuẩn được ra đời năm 1970, nơi mà tất cả các hạt và tổ hợp của chúng đều được giải thích một cách chính xác.

## Mô hình chuẩn
Sự phân loại các hạt cơ bản được đưa ra trong mô hình chuẩn; nó mô tả các lực cơ bản của tự nhiên như lực tương tác mạnh, lực tương tác yếu và lực điện từ, bằng việc sử dụng các hạt truyền tương tác, gauge boson. Các hạt gauge bosons như là photon, W- W+ cùng với Z boson và gluon. Mô hình này có giới thiệu 24 hạt cơ bản chứa trong vật chất. Và sau cùng, nó còn dự đoán về sự tồn tại của một loại hạt khác có tên là Higgs boson.

## Các hạt hạ nguyên tử

Bảng cho thấy 6 quark, 6 lepton và các hạt truyền tương tác, theo Mô hình chuẩn.

Các nghiên cứu trong vật lý hạt hiện đại tập trung vào các hạt hạ nguyên tử, là những hạt có cấu trúc nhỏ hơn nguyên tử. Nó bao gồm những hạt cấu thành nguyên tử như electron, proton, neutron (proton và neutron được tạo ra bởi các hạt sơ cấp gọi là quark), các hạt được tạo ra bởi quá trình bức xạ hay phân rã như photon, neutrino, muon, cũng như một số lượng lớn các hạt ngoại lai.
Đối tượng nghiên cứu của vật lý hạt tuân thủ theo các định luật trong cơ học lượng tử. Ví dụ như chúng có lưỡng tính sóng-hạt - các hạt này vừa biểu hiện tính hạt như những hạt vật chất khác, vừa có thể biểu diễn dưới dạng sóng như trong các hàm sóng. Trên lý thuyết, không có sự phân biệt giữa tính hạt và tính sóng, mà nó đều được biểu diễn bằng các véc tơ trạng thái trong không gian Hilbert.
Có hai loại hạt, hạt cơ bản hay còn gọi là hạt sơ cấp - là những hạt không thể chia nhỏ hơn được nữa, như electron hay photon; và hạt tổ hợp - là những hạt được cấu thành bởi các hạt khác, như proton và neutron, được cấu thành từ các hạt quark.
Tất cả các hạt quan sát được cho đến ngày này đều được mô tả đầy đủ trong một mục của thuyết trường lượng từ có tên là mô hình chuẩn. Mô hình này giới thiệu 47 thành phần hạt sơ cấp, cùng với dạng tổ hợp của nó, do đó số hạt được nghiên cứu trong vật lý hạt nên tới con số vài trăm.  Lưu trữ ngày 28 tháng 9 năm 2007 tại Wayback Machine
Mặc dầu mô hình chuẩn được công nhận là đúng thông qua những thí nghiệm kiểm chứng hiện đại nhất ngày nay, tuy nhiên, nhiều nhà vật lý hạt vẫn cho rằng mô hình vẫn chưa hoàn thiện để có thể mô tả tự nhiên một cách trọn vẹn. Do vậy họ vẫn mong chờ để khám phá ra một lý thuyết mới, cơ bản hơn.
Hiện tại, các số liệu về khối lượng của neutrino là những bằng chứng thí nghiệm đầu tiên của sự không hoàn thiện trong mô hình chuẩn.
Vật lý hạt có một ảnh hưởng lớn tới triết học, một số lĩnh vực của nó vẫn trung thành với thuyết hoàn nguyên, một khái niệm cổ đã được phân tích bởi nhiều triết gia và nhà khoa học. Các cuộc tranh luận về nó vẫn kéo dài cho đến ngày nay.

## Vật lý lý thuyết hạt
Vật lý lý thuyết hạt cố gắng để phát triển các mô hình lý thuyết, với công cụ là toán học để giải thích các kết quả của thí nghiệm hiện hành, cùng với việc dự đoán các kết quả thí nghiệm trong tương lại. Có một số lĩnh vực chính trong ngành vật lý lý thuyết hạt, song lại tạo ra một lượng lớn các hoạt động nghiên cứu.
Trọng tâm của vật lý lý thuyết hạt chính là việc cố gắng hiểu sâu hơn về mô hình chuẩn cùng với các thí nghiệm kiểm chứng của nó. Bằng việc đưa ra nhiều tham số trong các thí nghiệm của mô hình chuẩn, để giảm thiểu các kết quả không chắc chắn, công việc này sẽ giúp các nhà vật lý phát hiện ra các hạn chế của mô hình chuẩn, nhờ đó giúp chúng ta hiểu sâu hơn về tự nhiên. Công việc tìm hiểu trên mang đầy thách thức, như việc tính toán các đại lượng trong sắc động lực học lượng tử. Một số nhà lý thuyết sử dụng công cụ là thuyết trường hiệu dụng, một số khác thì sử dụng thuyết lattice gauge theory.
Một đóng góp không nhỏ khác tạo bởi các nhà xây dựng mô hình, người đưa ra các ý tưởng có thể mở rộng mô hình chuẩn (với phạm vi năng lượng cao hơn hay khoảng cách nhỏ hơn). Công việc này được thúc đẩy bởi các bài toán nảy sinh ra từ những số liệu của thí nghiệm. Nó bao gồm siêu đối xứng, tiếp đến là bộ máy Higgs, hay mô hình Randall-Sundrum, là sự kết hợp của những ý tưởng trên và một số ý tưởng khác.
Một hướng đi chính trong vật lý lý thuyết hạt chính là lý thuyết dây. Các nhà lý thuyết dây có gắng xây dựng một mô hình thống nhất cơ học lượng tử với thuyết tương đối rộng, với ý tưởng chính là vật chất tạo bởi các dây, các màng nhỏ, chứ không chỉ dừng lại ở các hạt.
Song song với thuyết dây là thuyết hấp dẫn lượng tử vòng, với ý tưởng không-thời gian được lượng tử hóa, có cấu trúc và kích thước xác định.

## Tương lai của vật lý hạt
Các nhà vật lý hạt trên thế giới cùng hướng về một mục tiêu chung đó chính là nghiên cứu về sự tồn tại của hạt Higgs boson và các hạt siêu đối xứng. Sự hoàn thành của máy gia tốc LHC (Large Hadron Collider) vào năm 2009 sẽ tạo đà cho các nghiên cứu của vật lý hạt trong tương lai. Cùng với nó là dự án ILC (International Linear Collider), nếu như được nhất trí xây dựng, sẽ là một bước đệm rất lớn cho ngành vật lý hạt nói riêng cũng như ngành vật lý nói chung. Máy va chạm ILC sẽ cho phép các nhà vật lý hạt phát hiện các tính chất của hạt một cách chuẩn xác hơn.
Một mục tiêu chính khác của vật lý hạt chính là việc xác định khối lượng của hạt neutrino, cũng như sự kiểm chứng về sự tồn tại phản ứng phân rã kép của proton.

## Các Loại Hạt

### Hạt Điện
Các hạt tạo nên Điện tử  bao gồm
- Điện tử âm, {\displaystyle e^{-1}}, {\displaystyle m_{e}=}
- Điện tử dương, {\displaystyle p^{+1}}, {\displaystyle m_{p}=}
- Điện tử trung hòa, {\displaystyle n^{0}}, {\displaystyle m_{n}=}

### Phản Hạt Điện
Các hạt tạo nên Quang Tử h bao gồm

### Hạt Quang
Các hạt tạo nên Quang Tử bao gồm
- Quang Tử {\displaystyle \alpha }, {\displaystyle h=}
- Quang Tử {\displaystyle \beta }, {\displaystyle h=}
- Quang Tử {\displaystyle \gamma },, {\displaystyle h=}